# U-20-Fußball-Südamerikameisterschaft der Frauen 2020
Die U-20-Fußball-Südamerikameisterschaft der Frauen 2020 sollte vom 4. bis zum 22. März 2022 in Argentinien stattfinden und war als neunte Ausgabe des Turniers geplant.
Aufgrund der COVID-19-Pandemie wurde der Wettbewerb nach Austragung der Gruppenspiele abgebrochen und später gänzlich abgesagt.
Die zwei nach Abschluss des Turniers bestplatzierten Auswahlmannschaften sollten sich für die U-20-Weltmeisterschaft 2020 in Costa Rica qualifizieren, welche aber ebenfalls abgesagt wurde.

## Spielorte
Die Partien der U-20-Südamerikameisterschaft fanden in zwei Stadien statt.
- Estadio del Bicentenario – San Juan – 25.286 Plätze
- Estadio Provincial Juan Gilberto Funes – La Punta (San Luis) – 15.062 Plätze

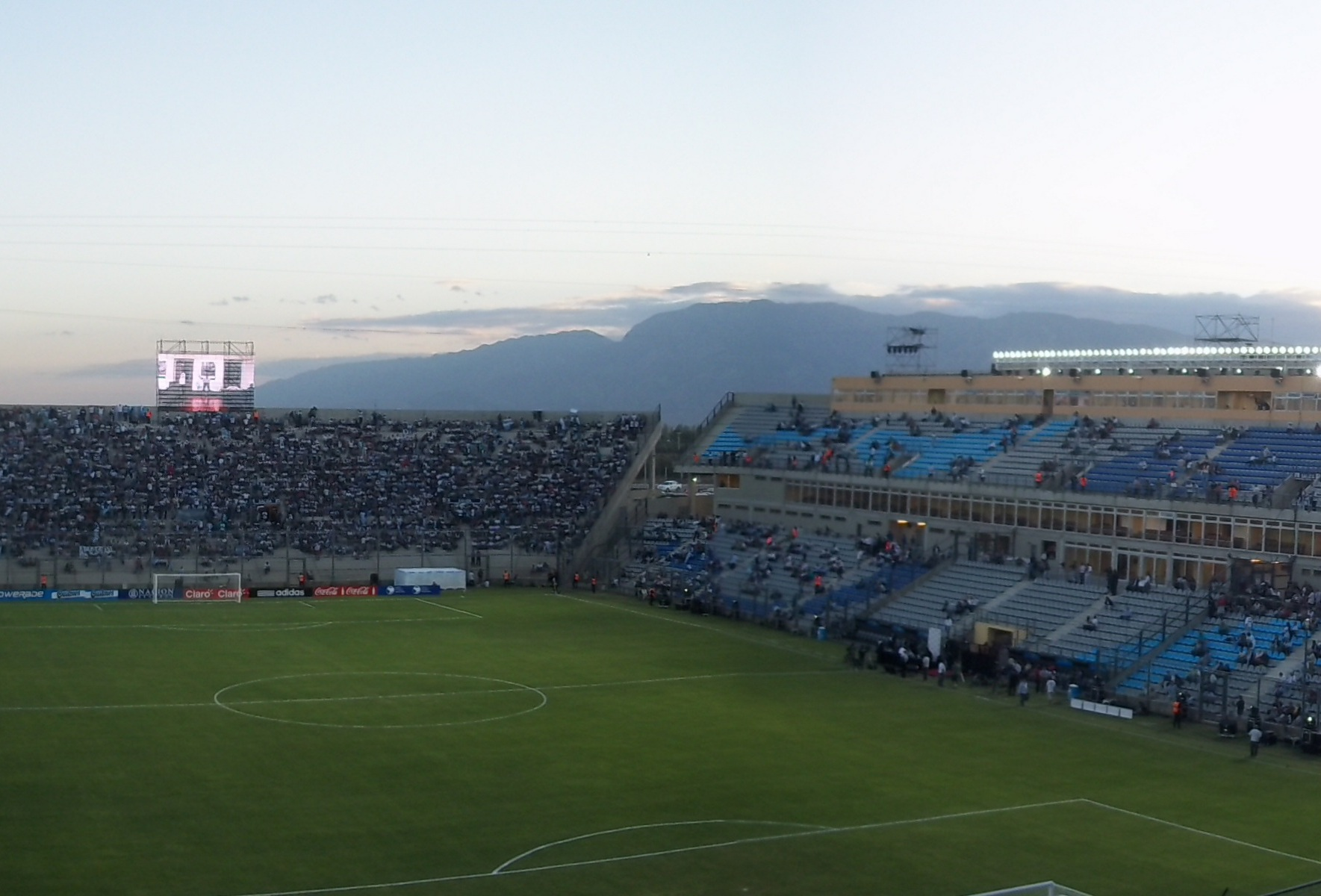
Estadio del Bicentenario
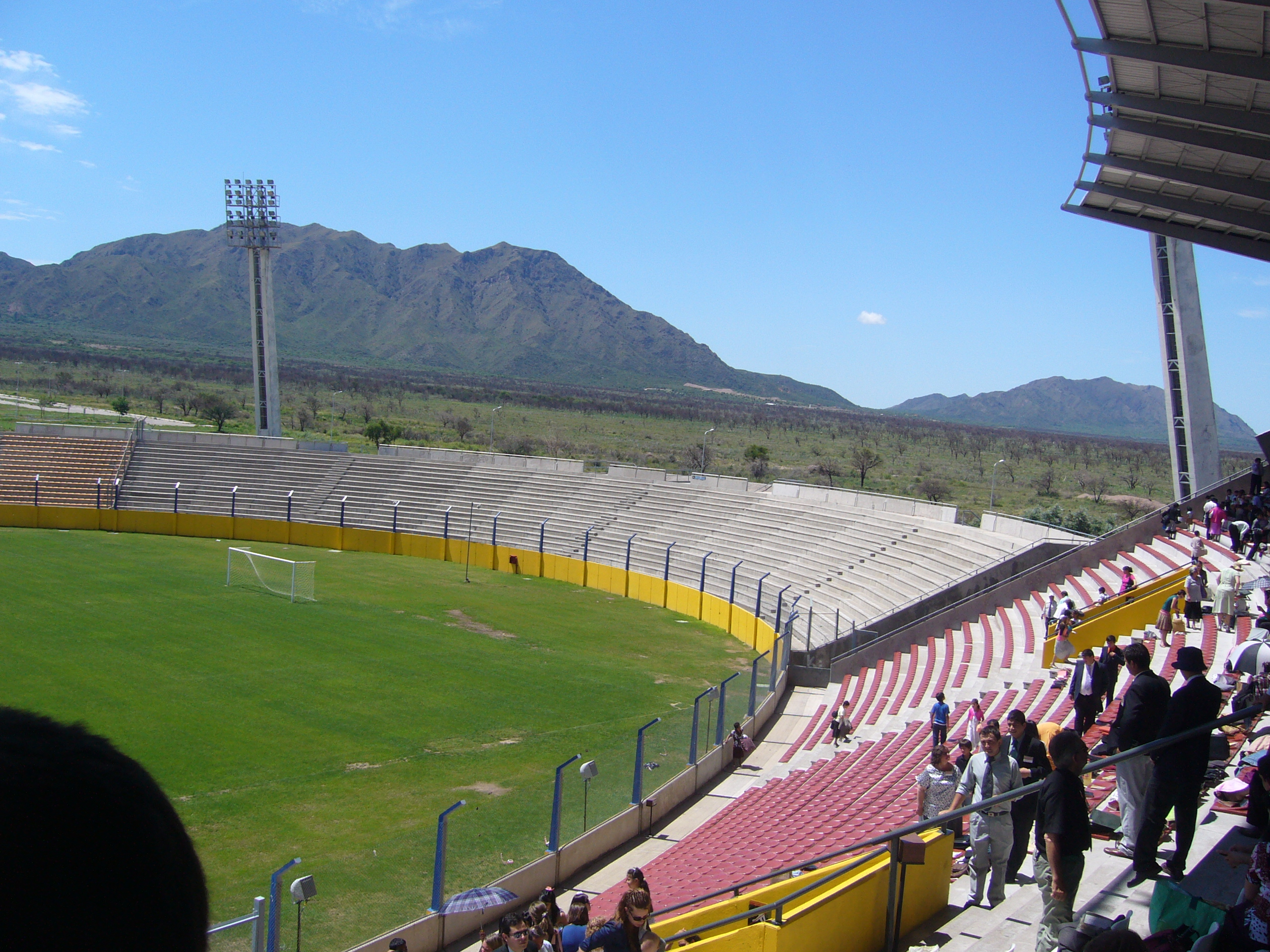
Estadio Provincial Juan Gilberto Funes

## Modus
Gespielt wurde eine Vorrunde in zwei Fünfer-Gruppen. Die anschließend ebenfalls im Gruppenmodus vorgesehene Finalphase mit den zwei Gruppenbesten Mannschaften fand nicht statt.
Es nahmen am Turnier die Nationalmannschaften Argentiniens, Boliviens, Brasiliens, Chiles, Ecuadors, Kolumbiens, Paraguays, Perus, Uruguays und Venezuelas teil.

## Gruppenphase

### Gruppe A
| Pl.                             | Land        | Sp. | S | U | N | Tore    | Diff. | Punkte |
| ------------------------------- | ----------- | --- | - | - | - | ------- | ----- | ------ |
| 1.                              | Venezuela   | 4   | 3 | 1 | 0 | 014:100 | +13   | 10     |
| 2.                              | Kolumbien   | 4   | 2 | 1 | 1 | 013:200 | +11   | 07     |
| 3.                              | Argentinien | 4   | 1 | 3 | 0 | 002:100 | +1    | 06     |
| 4.                              | Ecuador     | 4   | 1 | 0 | 3 | 002:120 | −10   | 03     |
| 5.                              | Bolivien    | 4   | 0 | 1 | 3 | 002:160 | −14   | 01     |
| Qualifiziert für die Finalrunde |             |     |   |   |   |         |       |        |

|                                   |   |           |           |
| 4.3. in Estadio del Bicentenario  |   |           |           |
| Kolumbien                         | – | Bolivien  | 8:0 (4:0) |
| Argentinien                       | – | Ecuador   | 1:0 (0:0) |
| 6.3. in Estadio del Bicentenario  |   |           |           |
| Bolivien                          | – | Venezuela | 0:5 (0:1) |
| Argentinien                       | – | Kolumbien | 0:0       |
| 8.3. in Estadio del Bicentenario  |   |           |           |
| Venezuela                         | – | Kolumbien | 2:1 (0:1) |
| Bolivien                          | – | Ecuador   | 0:2 (0:0) |
| 11.3. in Estadio del Bicentenario |   |           |           |
| Ecuador                           | – | Kolumbien | 0:4 (0:3) |
| Argentinien                       | – | Venezuela | 0:0       |
| 13.3. in Estadio del Bicentenario |   |           |           |
| Venezuela                         | – | Ecuador   | 7:0 (2:0) |
| Argentinien                       | – | Bolivien  | 1:1 (1:1) |

### Gruppe B
| Pl.                             | Land      | Sp. | S | U | N | Tore    | Diff. | Punkte |
| ------------------------------- | --------- | --- | - | - | - | ------- | ----- | ------ |
| 1.                              | Brasilien | 4   | 4 | 0 | 0 | 014:000 | +14   | 12     |
| 2.                              | Uruguay   | 4   | 3 | 0 | 1 | 013:100 | +3    | 09     |
| 3.                              | Paraguay  | 4   | 2 | 0 | 2 | 006:700 | −1    | 06     |
| 4.                              | Chile     | 4   | 0 | 1 | 3 | 002:600 | −4    | 01     |
| 5.                              | Peru      | 4   | 0 | 1 | 3 | 000:120 | −12   | 01     |
| Qualifiziert für die Finalrunde |           |     |   |   |   |         |       |        |

|                        |   |          |           |
| 5.3. in Estadio Funes  |   |          |           |
| Paraguay               | – | Chile    | 1:0 (0:0) |
| Brasilien              | – | Peru     | 3:0 (2:0) |
| 7.3. in Estadio Funes  |   |          |           |
| Chile                  | – | Uruguay  | 2:3 (1:2) |
| Brasilien              | – | Paraguay | 3:0 (2:0) |
| 9.3. in Estadio Funes  |   |          |           |
| Uruguay                | – | Paraguay | 4:2 (1:0) |
| Chile                  | – | Peru     | 0:0       |
| 12.3. in Estadio Funes |   |          |           |
| Peru                   | – | Paraguay | 0:3 (0:0) |
| Brasilien              | – | Uruguay  | 6:0 (3:0) |
| 14.3. in Estadio Funes |   |          |           |
| Uruguay                | – | Peru     | 6:0 (3:0) |
| Brasilien              | – | Chile    | 2:0 (1:0) |

## Schiedsrichterinnen
- Laura Fortunato
- Adriana Farfán
- Edina Alves Batista
- María Carvajal
- Susana Corella
- Viviana Muñoz
- Zulma Quiñónez
- Elizabeth Tintaya
- Silvia Ríos
- María Herrán